# Pieuvre (attraction)
Pour l’article homonyme, voir Pieuvre.

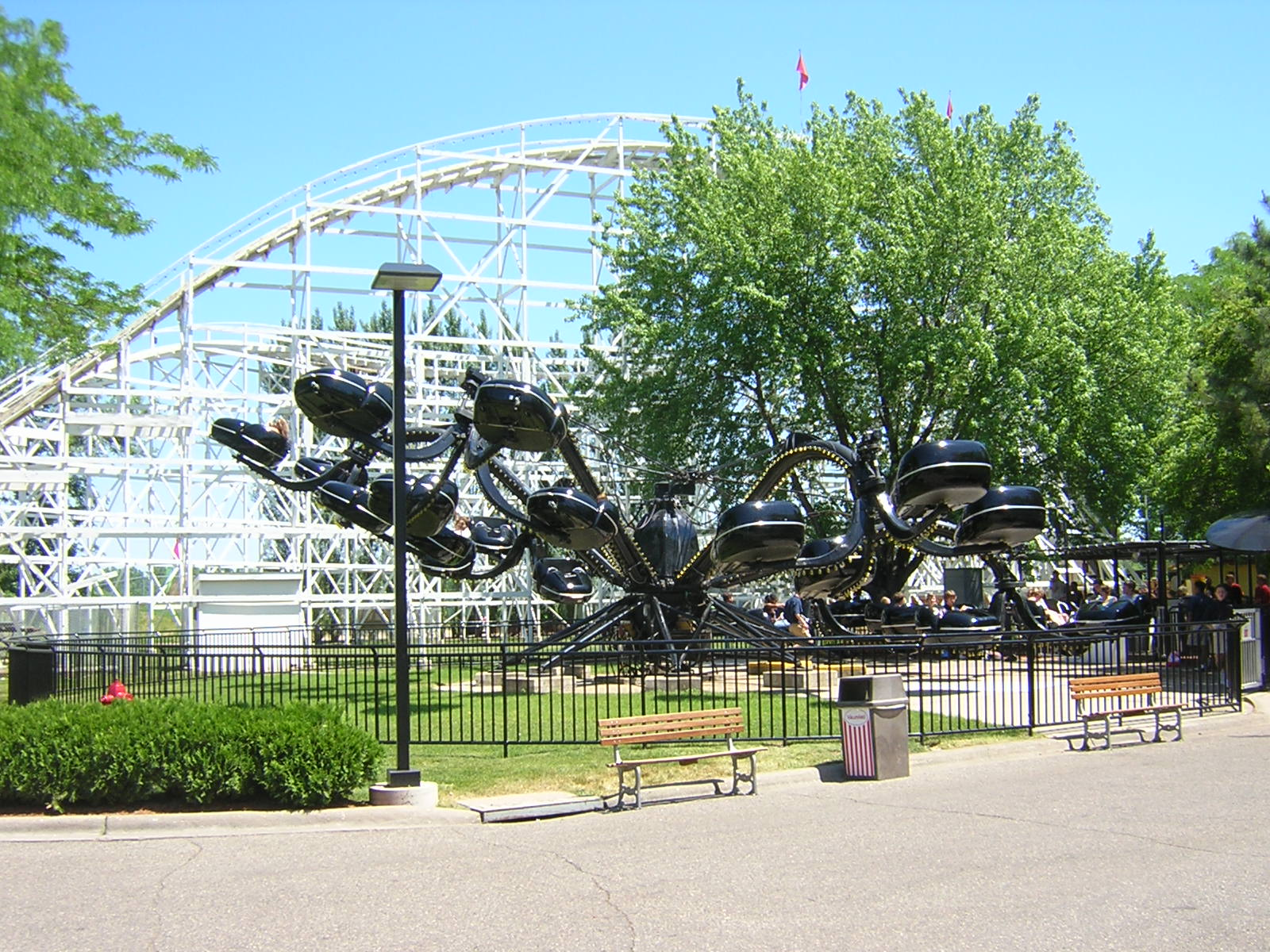
Octopus à Valleyfair

Une Pieuvre (ou Octopus) est un type de manège dont la forme reprend celle de la pieuvre. La première fut inventée par Lee Eyerly dans les années 1930 et il déposa un brevet en 1938. La version d'origine n'avait pas de thème mais évolua rapidement pour devenir un standard des fêtes foraines et parcs d'attractions. 
Les principales caractéristiques de ce type d'attraction sont : un axe de rotation central auquel s'attachent généralement cinq ou huit bras qui peuvent bouger vers le haut ou le bas lors de la rotation. Au bout de chaque bras, une ou plusieurs nacelles sont suspendues ou soutenues et peuvent tourner par rapport au bras. Au-dessus de l'axe central, un ornement (une tête de pieuvre, une araignée, ou autre) décore l'attraction et peut souvent tourner ou se soulever indépendamment de la rotation de l'axe.

## Les différents types de pieuvre
Il existe plusieurs déclinaisons de la pieuvre. On peut les regrouper ainsi :
- le monstre d'Eyerly : possédait huit bras et quatre nacelles attachées juste au-dessus du bras. Les nacelles pouvaient tourner indépendamment mais elles devaient être chargées séparément.
- la pieuvre d'Eyerly : possédait huit bras et deux nacelles attachées juste au-dessus du bras. Les nacelles pouvaient tourner indépendamment mais elles devaient être chargées séparément.
- l'araignée d'Eyerly : basée sur la pieuvre, possédait six bras (au lieu de huit) et des bras plus incurvés vers le sol. Les nacelles pouvaient tourner indépendamment mais elles devaient être chargées séparément.
- la pieuvre de Klauss (1961)[2] : ce modèle créé par une société allemande reprend le concept mais se rapproche plus de la forme typique d'une pieuvre avec cinq bras auxquels sont attachées cinq nacelles, mais au-dessous des bras à l'inverse des modèles d'Eyerly. Elle permettait de générer 3 mouvements : la rotation de l'ensemble des 5 bras, la rotation des nacelles attachées au bout de chaque bras, et la levée et la descente des bras. Mais les actions n'étaient pas simultanées. Toutefois l'embarquement-débarquement est réalisé en une seule fois.
- Monster I de Schwarzkopf (1966) : Schwarzkopf reprend le modèle de Klauss mais modifie l'attraction pour que les trois actions soient réalisées simultanément.
Deux attractions de ce genre ont été produites en 1968, et vendues au parc Liseberg en Suède et au Parque de Atracciones de Madrid.
- Monster II de Schwarzkopf (1972-1973): Ce modèle ajoute la rotation des nacelles sur elles-mêmes aux trois mouvements disponibles sur le Monster I.
- Monster III - Polyp de Schwarzkopf (1978 à 1984) : cette version est plus compacte que les précédentes. 14 attractions de ce type sont sorties des usines. Six d'entre elles ont été vendues à des parcs d'attractions, et huit à des forains. Au départ, elles comptaient toutes 25 nacelles (5 bras x 5 nacelles) mais certaines ont été modifiées pour ne plus en inclure que 20 (5 bras x 4 nacelles).

## Attractions de ce type

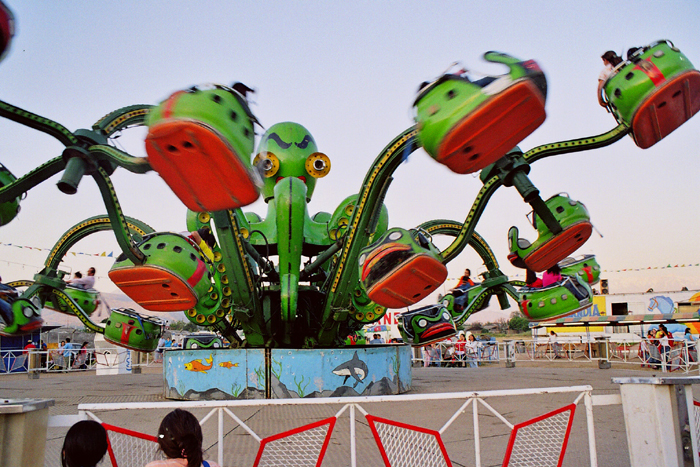
Pieuvre à cinq bras et vingt nacelles

- La pieuvre - Foire du Trône et fêtes foraines
- Biplan des Alpes (Jungfrau Gletscherflieger) - Europa-Park
- Black Squid (Eyerly Spider) – Geauga Lake
- Blackfisken (Schwarzkopf Polyp) - Gröna Lund
- Blekkspruten - Tusenfryd
- East River Crawler (Schwarzkopf Monster II) – Six Flags Great America
- Juke Box (Schwarzkopf Polyp) - Nigloland
- JukeBox (Schwarzkopf Polyp) - Liseberg
- L'Hydre de Lerne (Gerstlauer Polyp) - Parc Astérix
- Les Sombreros (Zamperla Polyp) - Fraispertuis-City
- Los Sombreros (Zamperla Polyp) - Walibi Holland
- Monster (Eyerly Monster) – Kings Island
- Monster (Eyerly Monster) – Cedar Point
- Mustekala (Schwarzkopf Monster) - Linnanmäki
- Ocktopus (CHA Polyp) - Movieland Studios
- Octopus (Sartori Polyp) – Six Flags America
- Octopus (CAH Holland Polyp) – Plopsa Coo
- Paul Revere's Midnight Ride (Eyerly Monster) – Holiday World
- Piovra - PowerPark
- Polyp (Schwarzkopf Polyp) - Bakken
- Polyp (Schwarzkopf Monster) - Fort Fun Abenteuerland
- Polyp (Schwarzkopf Monster III) - Walygator Parc. Attraction foraine présente dans le parc de 2008 à 2012.
- Polyp (SDC Polyp) – Kiddieland
- Riesenkrake (Schwarzkopf Monster) - Heide Park
- Serpiente emplumada (Sombrero Gerstlauer) - PortAventura Park
- Spider (Eyerly Spider) – NAME (All Star Amusements)
- Spider (Eyerly Spider) – Oaks Amusement Park (en)
- The Fury (Eyerly Monster) – Canada's Wonderland

## Constructeur
- Sartori Rides